# Trung tâm Lịch sử của Thành phố México
Trung tâm Lịch sử của Thành phố Mexico là khu phố trung tâm ở thành phố Mexico, Mexico. Khu vực tập trung tại Quảng trường Zócalo (hay còn được gọi là Quảng trường Trung tâm) và mở rộng ra tất cả các hướng, mức độ xa nhất của nó là ở phía tây đến Trung tâm Alameda. Zócalo là quảng trường lớn nhất ở châu Mỹ Latinh. Nó có thể chứa tới gần 100.000 người.

## Tổng quan
Khu vực này có diện tích khoảng hơn 9 km vuông bao gồm 668 khối nhà. Tại đây có chứa 9.000 tòa nhà, 1.550 trong số đó đã được tuyên bố là có tầm quan trọng lịch sử. Hầu hết các tòa nhà lịch sử được xây dựng từ thế kỷ 16 tới 20. Nó được chia thành hai khu vực theo mục đích bảo quản. Khu A bao gồm các thành phố trước Tây Ban Nha và mở rộng của nó từ thời Viceroy cho đến khi độc lập. Khu B bao gồm tất cả các công trình khác vào cuối thế kỷ 19 rất quan trọng để bảo tồn di sản kiến trúc và văn hóa của khu vực.
Đây là nơi mà người Tây Ban Nha bắt đầu xây dựng Thành phố hiện đại Mexico như ngày nay trong thế kỷ 16, trên những tàn tích của thành bang Tenochtitlan, thủ đô của Đế chế Aztec. Là trung tâm của Đế chế Aztec cổ đại và quyền lực cho thuộc địa Tây Ban Nha Tây Ban Nha tại Tân thế giới, nơi đây chứa hầu hết các di tích lịch sử của thành phố từ cả hai thời đại cũng như một số lượng lớn các viện bảo tàng. Chính vì vậy, nó đã được công nhận là một di sản thế giới của UNESCO.

## Lịch sử
Những gì bây giờ gọi là Trung tâm Lịch sử của thành phố Mexico là thành phố cổ Tenochtitlan của người Aztec, được thành lập vào khoảng năm 1325. Trong thời kỳ thuộc thời tiền Tây Ban Nha, thành phố phát triển một cách có kế hoạch, với đường phố và kênh đào phù hợp, tạo thành các khối vuông ngăn nắp. 

## Các khu vực lịch sử

### Quảng trường Zócalo và khu vực xung quanh
Trong quá khứ, quảng trường từng là một địa điểm tổ chức các sự kiện văn hóa lớn và phổ biến. Ví dụ như sự kiện chụp ảnh của Spencer Tunick, Tro và Tuyết (Ashes and Snow)' của bảo tàng Nomadic hay sự kiện trượt ván / BMX thu hút 50.000 người trẻ tuổi tham gia vào ngày 24 tháng 8 năm 2008.Festival de México là một sự kiện thường niên với các chương trình dành riêng cho nghệ thuật và học thuật. Trong năm 2008, có 24 lễ hội với 254 buổi biểu diễn và chương trình từ hơn 20 quốc gia tại 65 trung tâm thương mại và các địa điểm khác quanh khu vực quảng trường.
Nó là trung tâm của nhiều cuộc biểu tình lớn như là cuộc biểu tình được tổ chức bởi Lopez Obrador sau cuộc bầu cử tổng thống năm 2006  và các cuộc biểu tình chống tội phạm toàn quốc tổ chức vào ngày 30 tháng 8 năm 2008.

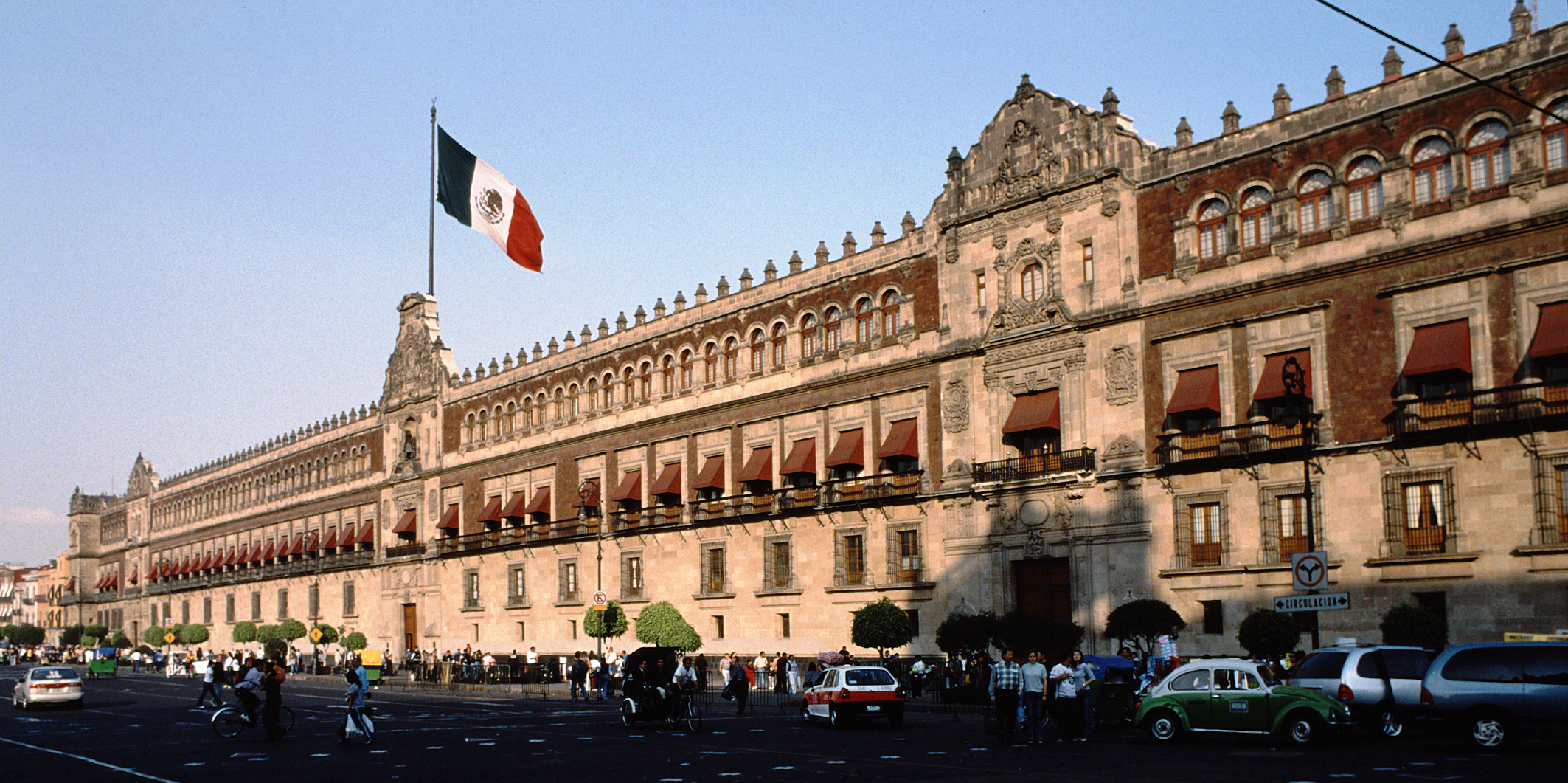
Cung điện Quốc gia.

Xung quanh quảng trường là rất nhiều các công trình tiêu biểu như Cung điện Quốc gia, Nhà thờ chính tòa, Đền thờ Mayor với bảo tàng liền kề của nó hay Tòa nhà Quốc gia Monte de Piedad. Cung điện Quốc gia giáp toàn bộ ở phía đông của Zocalo và có các văn phòng của Tổng thống México, Kho bạc Liên bang, Cục Lưu trữ Quốc gia cũng như rất nhiều bức tranh miêu tả cuộc sống thời tiền Tây Ban Nha và một bức tranh tường lớn mô tả toàn bộ lịch sử các bang México bị chinh phục. Cung điện này được xây dựng trên những tàn tích của cung điện Moctezuma II vào năm 1521, sử dụng cùng loại đá Tezontle, nguyên liệu được sử dụng để xây dựng các cung điện của người Aztec. Ban đầu nó là nơi ở của gia đình Hernán Cortés cho đến khi vua Tây Ban Nha đã mua lại nó cho phó vương của Tây Ban Nha và nó vẫn còn nguyên vẹn (mặc dù bị phá hủy và xây dựng lại một lần nữa vào năm 1692) cho đến khi México độc lập. Trên ban công trung tâm là chuông Campana của Dolores hướng về phía quảng trường Zócalo, được tổng thống đánh lên vào ngày 15 tháng 9 hàng năm để kỷ niệm độc lập quốc gia.

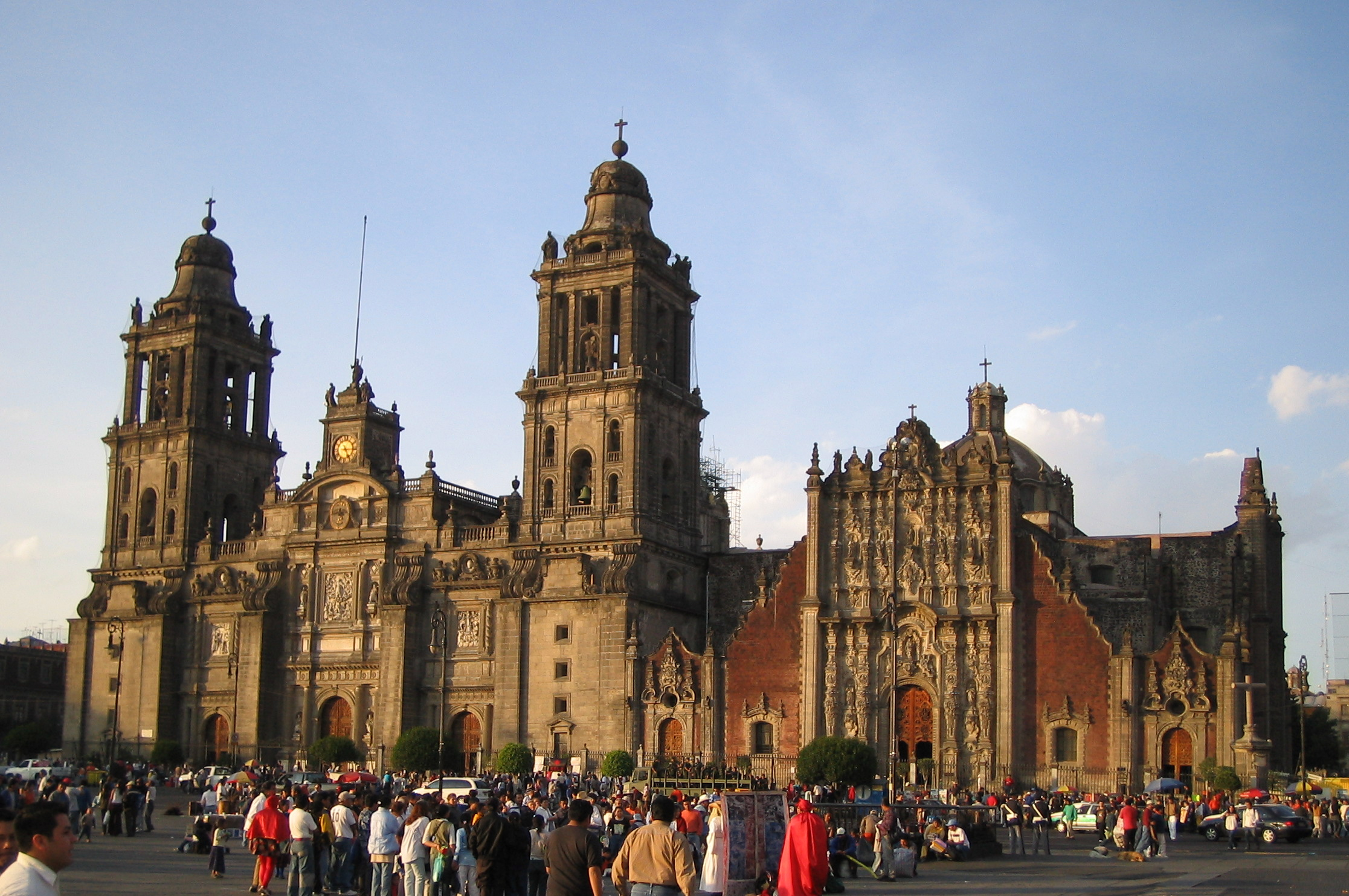
Nhà thờ chính tòa Thành phố México

Nhà thờ chính tòa nằm ở cuối phía Bắc quảng trường Zócalo và được xây dựng từ năm 1573 tới 1813 sau khi người Tây Ban Nha chinh phục Tenochtitlan. Ban đầu đây là một phần của Thánh đường Aztec (gọi là Teocalli). Kiến trúc sư Tây Ban Nha Claudio de Arciniega là người đã lên kế hoạch xây dựng, lấy cảm hứng từ nhà thờ mang kiến trúc Gothic ở Tây Ban Nha. Nhà thờ có bốn mặt tiền có chứa các cổng ra vào, hai bên là các cột và các bức tượng. Hai tháp chuông chứa tổng cộng 25 quả chuông. Có hai bàn thờ lớn trang trí công phu, một phòng thánh, hầm mộ và một dàn hợp xướng trong nhà thờ. Nội thất nhà thờ được trang trí bởi các tác phẩm điêu khắc cùng những mái vòm lớn.

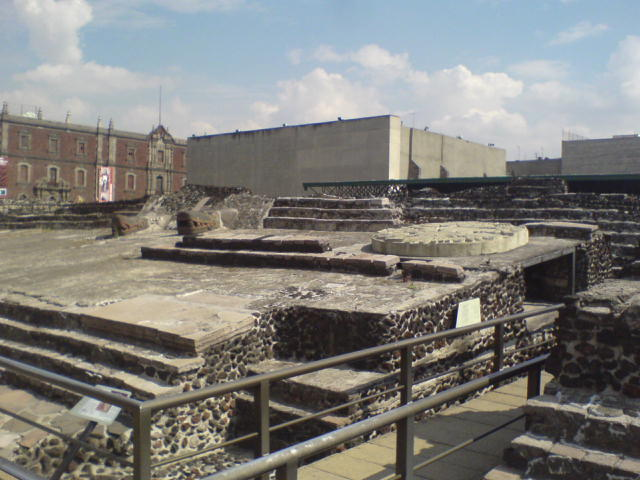
Phế tích còn lại của Đền thờ Mayor

Đền thờ Mayor là một địa điểm khảo cổ và bảo tàng, là trung tâm của teocalli cổ đại, nằm ở phía tây bắc của Zócalo. Nó bị Hernán Cortés phá hủy trong thập niên 1520 và địa điểm bị lãng quên. Nó được xác định vào đầu thế kỷ 20, nhưng quyết định khai quật đã không được thực hiện mãi cho đến năm 1978, khi thợ điện tình cờ phát hiện ra một đĩa bằng đá nặng tám tấn miêu tả nữ thần Coyolxauhqui của người Aztec. Cuộc khai quật đã phát hiện một kim tự tháp là nơi theo truyền thuyết, người Aztec nhìn thấy dấu hiệu một con đại bàng ngậm một con rắn đậu trên một cây xương rồng Nopal, mà ngày nay chính là biểu tượng của México.

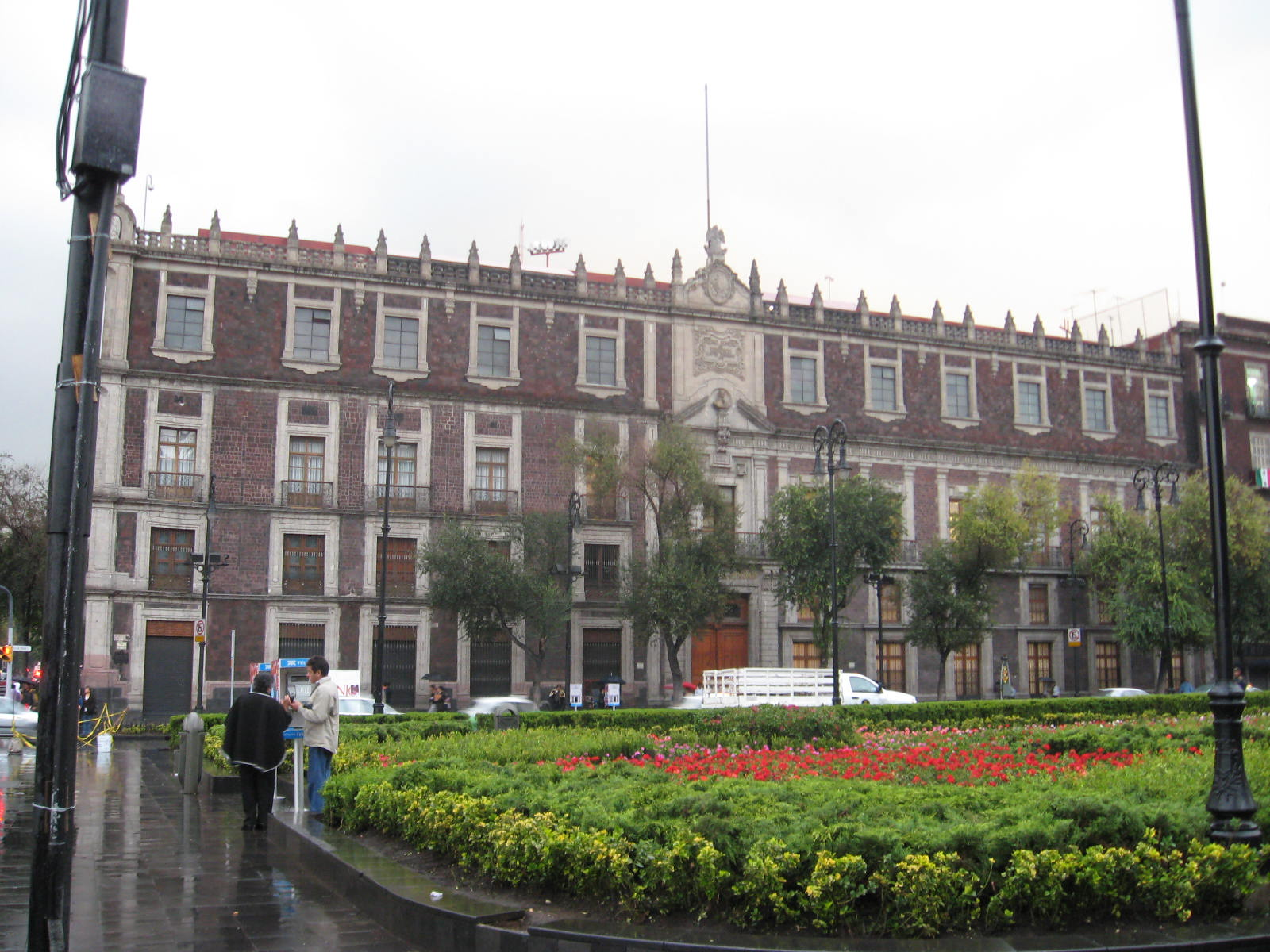
Tòa nhà Quốc gia Monte de Piedad

Tòa nhà Quốc gia Monte Piedad là cửa hàng cầm đồ quốc gia, được thành lập năm 1775 và là một trong những cửa hàng second-hand lớn nhất trên thế giới. Ngôi nhà này thuộc về Moctezuma II, và Hernán Cortés đã dành cho riêng mình sau khi chinh phục người Aztec. Ngôi nhà ban đầu kéo dài từ các phố Isabel la Catolica, Madero, Tacuba và Monte de Piedad, khiến Cervantes de Salazar nhận xét rằng, nơi cư trú không phải là một cung điện mà là một thành phố khác thu nhỏ.

### Các địa điểm tại phía Bắc Zócalo

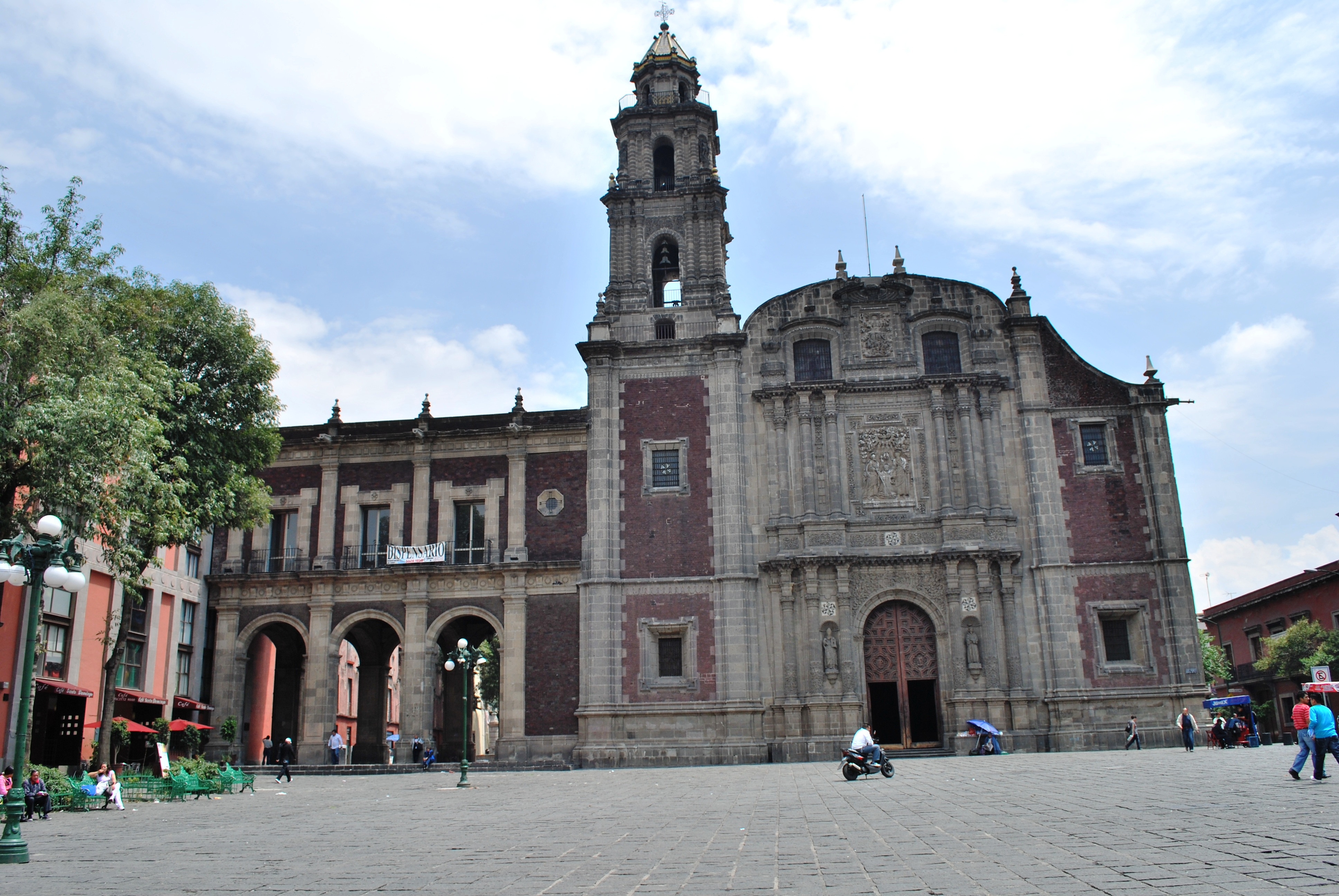
Church of Santo Domingo

Santo Domingo (Thành phố Mexico) là khu vực nhà thờ Giáo hội Santo Domingo và quảng trường liền kề. Nó nằm ở phía bắc của nhà thờ Metropolitan, ngăn cách bởi đường Republica de Brasil và Belisario Dominguez. Về phía nam của nhà thờ là quảng trường San Domingo, hai bên là dãy cột với những mái vòm tròn. Một bức tượng của Josefa Ortiz de Dominguez, một nữ anh hùng trong Chiến tranh Mexico giành độc lập trong một đài phun nước ở giữa quảng trường.

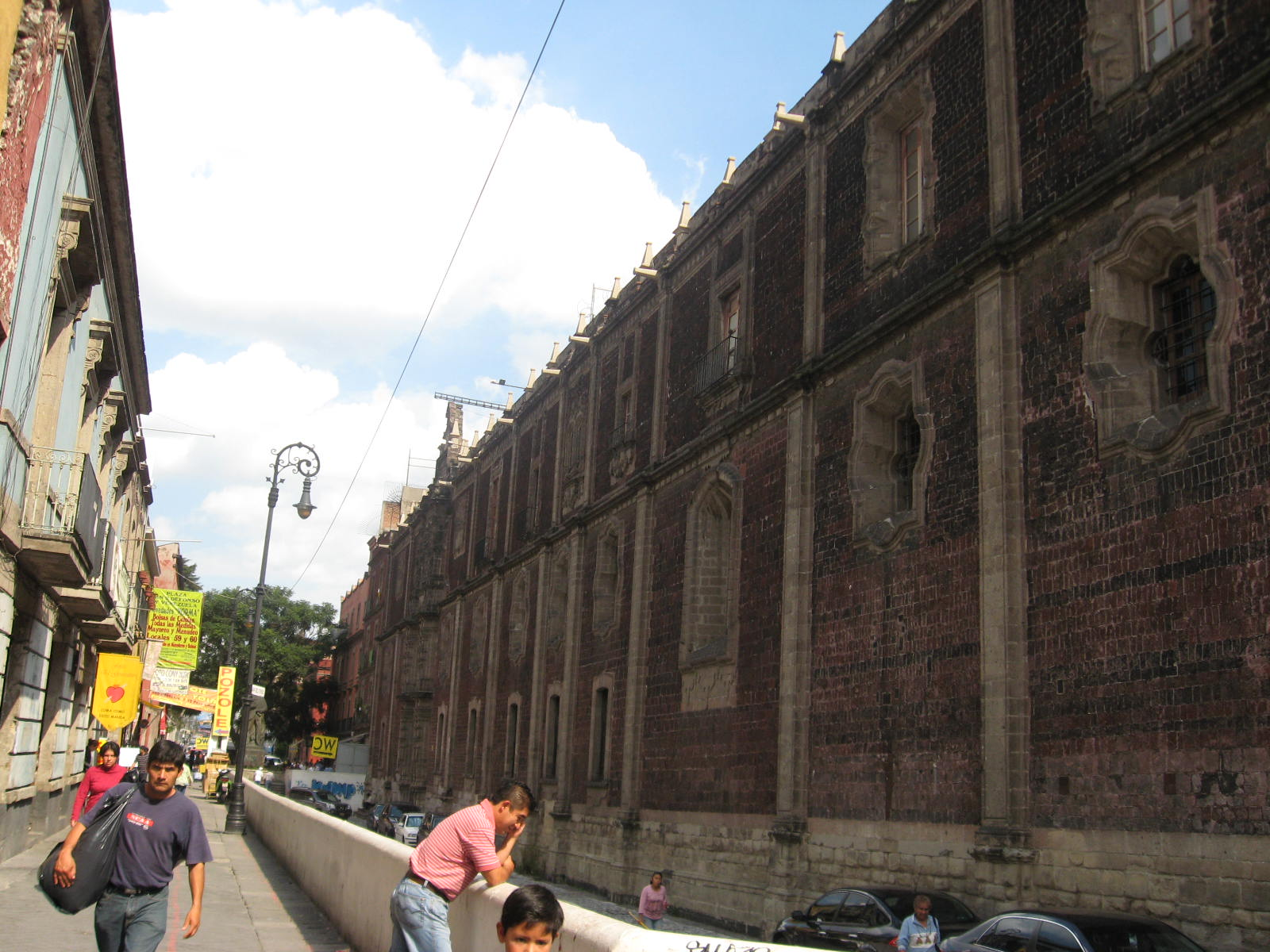
Phố San Ildefonso

Trường Cao đẳng San Ildefonso hiện nay là một viện bảo tàng và trung tâm văn hóa được coi là nơi sinh của phong trào nghệ thuật Muralism Mexico. Sau chiến tranh cải cách, nó đạt được uy tín giáo dục giống như một trường Dự bị quốc gia. Nó hoàn toàn bị đóng cửa vào năm 1978, sau đó mở cửa trở lại như một bảo tàng và trung tâm văn hóa vào năm 1994. Bảo tàng có trưng bày các tác phẩm nghệ thuật lâu dài và tạm thời, triển lãm khảo cổ cùng nhiều bức tranh tường vẽ bởi José Clemente Orozco, Diego Rivera và những người khác. Khu vực này nằm giữa hai con phố San Ildefonso và Justo Sierra ở trung tâm lịch sử của thành phố Mexico.